# Via Giuseppe Garibaldi
Primo esempio di lottizzazione a livello europeo, via Giuseppe Garibaldi (in te Stradde Nêuve in ligure) presenta una unicità stilistica e di concezione che la rese già allora celebre internazionalmente. Peter Paul Rubens ne studiò palazzi, e i suoi disegni contribuirono alla diffusione dello stile rinascimentale nel Nord dell'Europa.
In realtà la costruzione iniziale fu quella di un nuovo quartiere abitativo per le grandi famiglie genovesi che abbandonarono i quartieri medievali per un inedito stile di vita basato su una minore contrapposizione. La costruzione dell'intero gruppo degli edifici durò circa quarant'anni e la realizzazione del progetto si deve alla ricchissima famiglia dei Grimaldi che acquisì anche l'area più estesa. La zona più malfamata della città venne trasformata nell'area più privilegiata e dal punto di vista costruttivo vennero risolti per la prima volta problemi edilizi collegati al costruire di costa, sopra il porto, un tale complesso di palazzi.
Via Garibaldi venne progettata da Bernardino Cantoni, architetto del Comune di Genova e allievo di Galeazzo Alessi, del quale, per la sua
documentata presenza a Genova in quel periodo, si può arguire che egli stesso influì in modo determinante sull'allievo; soprattutto per la concezione dell'opera che rivela la genialità di un grande artista, anche perché Bernardino Cantoni che nel Palazzo Cicala, costruito nel 1542 in Piazza dell'Agnello, mostra un fare disarmonico ed un gusto assai arcaicizzante, non poté raggiungere in così pochi anni una maturità così alta e completa che invece mostra l'allora chiamata Strada Nuova. Via Garibaldi è una delle principali strade di Genova e una delle maggiori dell'intero centro storico sotto l'aspetto architettonico per l'impatto magnificente dei suoi palazzi, alcuni dei quali inclusi negli appositi Rolli.
La strada ha un preciso anno di nascita: il 1550. Originariamente strada Maggiore, poi strada Nuova, fino all'Ottocento era conosciuta con il nome di via Aurea. Madame de Staël le attribuì un nome ancor più altisonante: quello di Rue des Rois, la via dei Re. Nel 1882 venne infine dedicata a Giuseppe Garibaldi.

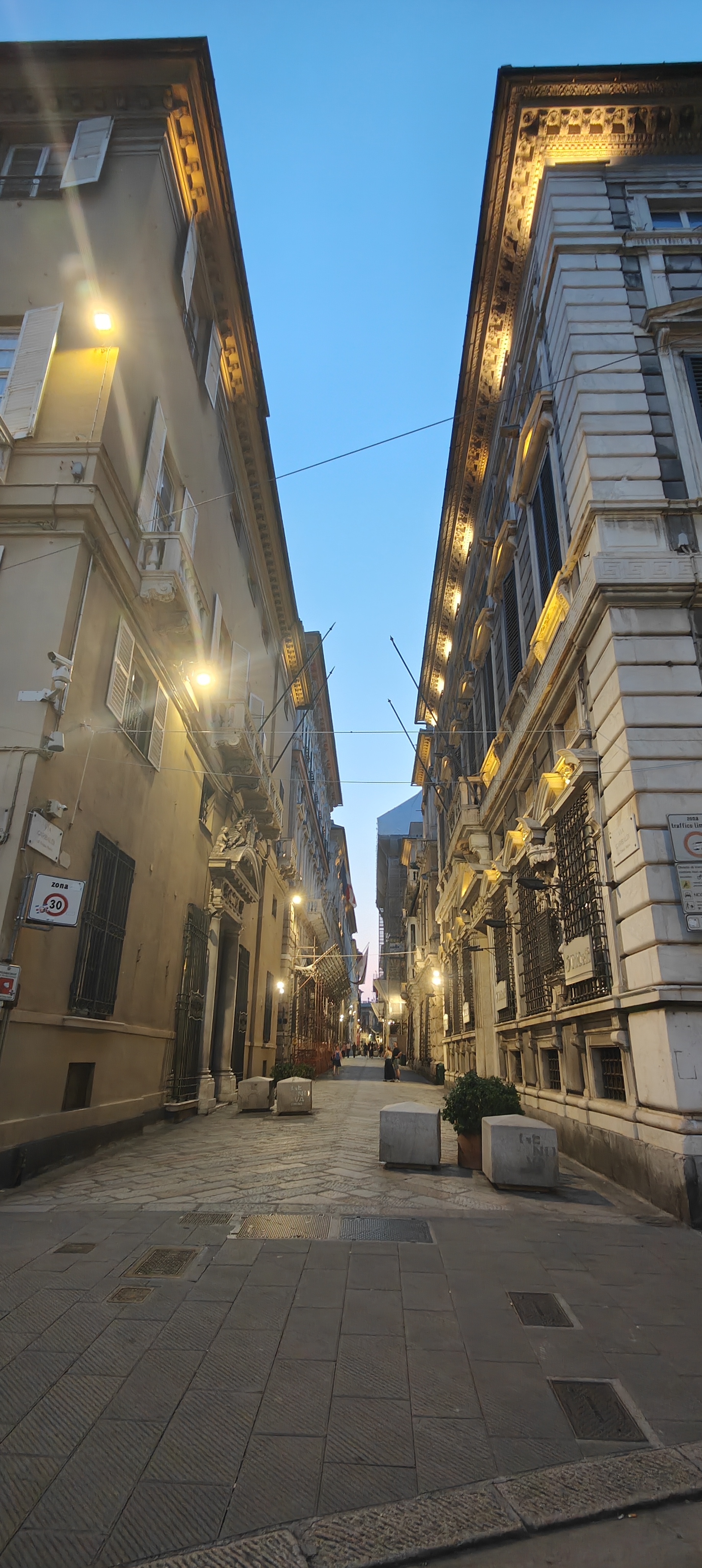
Via Garibaldi, quartiere Maddalena vista da p.zza Fontane Marose

È completamente in rettilineo, con una leggera pendenza, ed è lunga 250 metri, con una larghezza di 7,5 metri; nacque proprio come strada di rappresentanza.  Molte le testimonianze su questa Via lasciate da visitatori celebri succedutisi nel tempo e tra queste particolarmente significativa quella di Cesare Brandi che nel dopo-guerra si espresse autorevolmente per la sua riqualificazione Dal 13 luglio 2006 è inserita, insieme a tutto il sistema dei Rolli, fra i Patrimoni dell'umanità dell'UNESCO.

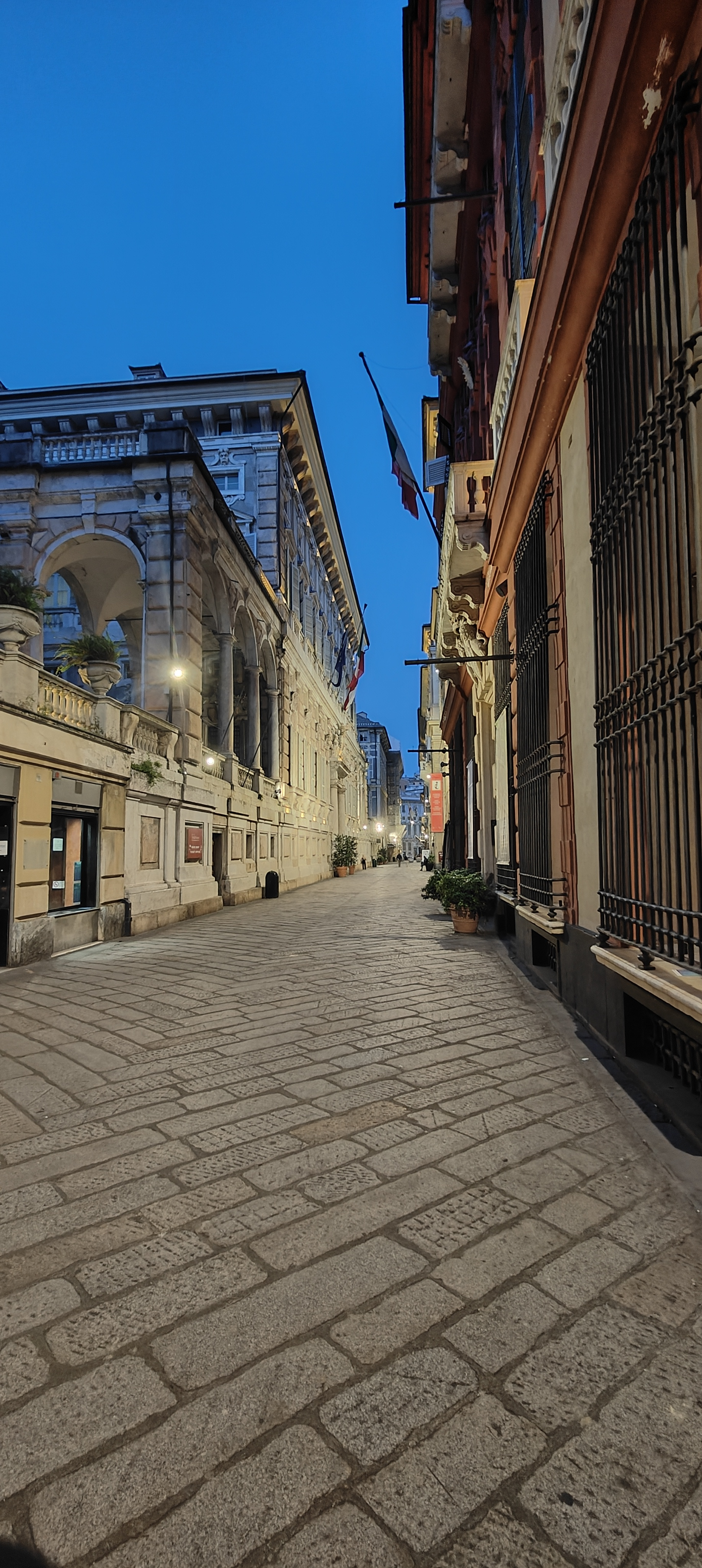
Vista da p.zza della Meridiana fra Palazzo Rosso (Dx) e Palazzo Bianco (Sx)

## Storia
Una targa posta in inizio di arteria, definisce la via come il modello di identità sociale ed economica che ha inaugurato l'architettura urbana di età moderna in Europa.
Secondo la motivazione con cui l'UNESCO l'ha inserita fra i patrimoni mondiali dell'umanità, l'influsso che questo patrimonio urbanistico e architettonico ha esercitato, tanto da diventare esempio e riferimento per molti paesi, è al tempo stesso testimonianza di una città - la Genova seicentesca - che seppe raggiungere la vetta della potenza politica ed economica in campo continentale.
Si legge nella targa:
Nel cortile interno di Palazzo Rosso - come anche nel giardino pensile di Palazzo Doria Tursi - si svolgono periodicamente rappresentazioni teatrali e concerti. In via Garibaldi oggi hanno sede - oltre a molti uffici pubblici e privati e a diversi istituti bancari nazionali ed esteri - due fra le principali pinacoteche e quadrerie cittadine - Palazzo Rosso e Palazzo Bianco - che assieme al Palazzo Doria Tursi, sede del Comune, costituiscono i Musei di Strada Nuova.
La via fu edificata nella seconda metà del XVI secolo - quello che passerà alla storia come El siglo de los Genoveses, il secolo dei Genovesi - per volere dell'aristocrazia locale, che intendeva in tal modo avvicinare maggiormente al mare, rispetto alle zone collinari in cui era situato fino ad allora, il proprio quartiere residenziale. La progettazione e la realizzazione della maggior parte dei suoi edifici si protrasse per circa quarant'anni, fino al 1588.
Nel 1594 lo scrittore inglese Fynes Moryson, in viaggio fra l'Europa e l'Asia occidentale, transitato per Genova descrisse in questo modo la via:
Come già indicato da Moryson, l'originario nome di Strada Maggiore lasciò presto il posto a quello di Strada Nuova senza che l'arteria perdesse il suo forte significato simbolico di segno tangibile dell'orgoglio di quella che all'epoca era l'indiscussa predominanza della città, giunta al suo apogeo come Repubblica marinara e sovrana sull'intera area del mar Mediterraneo.

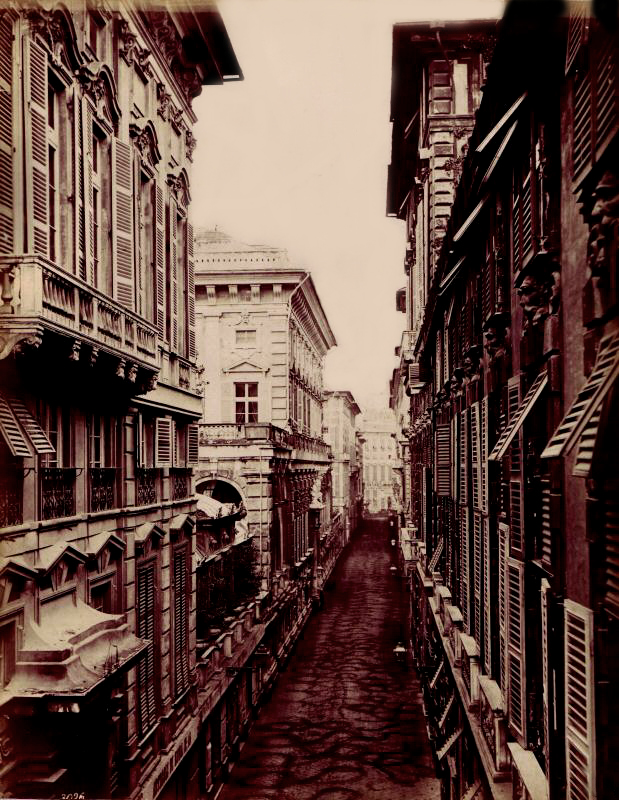
via Garibaldi (al tempo strada Nuova) fotografata da Alfred Noack alla fine del XIX secolo

Questa l'esauriente - e suggestiva - descrizione che ne dà Charles Dickens nel suo scritto del 1843 Immagini d'Italia:

## I palazzi
Via Garibaldi ha alcuni tra i più eleganti e sfarzosi palazzi di Genova,  i cui interni presentano le decorazioni originali dei maggiori autori del manierismo e del barocco genovese. Una planimetria della via - con la rappresentazione prospettiva dei suoi edifici - fu realizzata da Peter Paul Rubens.
Da Piazza delle Fontane Marose in direzione di piazza della Meridiana questi - alternati da destra a sinistra - sono i principali:
| Palazzo                                                       | Descrizione | Immagini |
| ------------------------------------------------------------- | --- | -------- |
| Pallavicini Cambiaso                                          | Originariamente costruito su progetto di Bernardino Cantone a partire dal 1558, per conto di Agostino Pallavicini, passò in proprietà alla famiglia Cambiaso all'incirca a metà del Settecento. |          |
| Palazzo Pantaleo Spinola (o Palazzo Gambaro)                  | Al civico 2, è sede del Banco di Chiavari e della Riviera Ligure (gruppo Banca Popolare di Lodi). Fu edificato contemporaneamente al Palazzo Cambiaso dall'architetto Bernardo Spazio per Pantaleo Spinola (cui subentrò poi fino alla fine dei lavori Pietro Orsolino). È forse quello con maggiori pregevolezze artistico-architettoniche riferibili, in particolare, agli affreschi del salone rappresentanti Giano bifronte - non a caso uno dei simboli di Genova - assieme ad Ercole e al simbolo mitologico della Pace, eseguiti da Domenico Piola e da Paolo Brozzi. Altri affreschi di valore, opera dei fratelli Giovanni e Giovanni Battista Carlone, decorano la Sala di Susanna e Salomone e la Sala di Coriolano. La facciata - di struttura assai semplice - è arricchita da un portale dorico che ha inserite nel timpano statue rappresentanti la Prudenza e la Tolleranza. |          |
| Palazzo Lercari Parodi                                        | È al civico 3 e contiene al suo interno, nella volta del salone al piano nobile, un capolavoro della pittura genovese: l'affresco di Luca Cambiaso raffigurante l'impresa di Megollo Lercari, autore della costruzione del Fondaco dei genovesi a Trebisonda. Il palazzo fu fatto erigere nel 1571 da Franco Lercari, membro di una autorevole famiglia locale. È passato in proprietà alla famiglia Parodi nel 1845. Da notare sono i talamoni all'ingresso che hanno la particolarità di essere senza naso. Nel 1581 Taddeo Carlone realizza il portale di accesso, e busti di Franco Lercari e della moglie. La committenza volle ricordare l'impresa a metà fra storia e leggenda di un antenato, Megollo Lercari, che volle vendicarsi di un torto subito dal re di Cipro e, catturate le sue navi in azioni piratesche, tagliò il naso ai membri degli equipaggi mandandoli dentro botti, conservati in salamoia, al re. |          |
| Palazzo Carrega Cataldi detto anche Palazzo Tobia Pallavicino | In questo palazzo, al civico 4, ha sede la locale Camera di Commercio Industria e Agricoltura. Fu costruito come i precedenti nella seconda metà del XVI secolo. Il progettista era Giovanni Battista Castello il Bergamasco; il committente, Tobia Pallavicino. Alla realizzazione contribuirono Bartolomeo Riccio, Domenico Solari ed Antonio Roderio. |          |
| Palazzo Angelo Giovanni Spinola                               | Via Garibaldi 5. Edificato a partire dal 1558 sul lotto più vasto tra quelli a disposizione per l'operazione di Strada Nuova, ebbe come primo proprietario Angelo Giovanni Spinola, uomo d'affari e finanziere dell'impero spagnolo. L'opera di costruzione fu proseguita dal figlio Giulio dopo la morte del padre. A questi è da ricollegare l'ampliamento a monte del cortile e lo spostamento del cortile, la costruzione in facciata dei poggioli in marmo all'altezza del piano nobile. Il palazzo ha un carattere monumentale datogli dall'eccezionale altezza e dimensione dei vani, dalla solennità del percorso che va dal portico alla loggia sul cortile, e da questa alla loggia superiore e al salone del piano nobile, la cui volta reca l'affresco di Andrea Semino Alessandro e Simitre regina delle Amazzoni. Pare ormai da considerare vera l'attribuzione del progetto, ritenuto poco originale nelle sue soluzioni, a Bernardino Cantone da Cabio. I temi decorativi sono tutti ispirati all'epica liviana (e taluni vedono una mediazione letteraria di Gabriello Chiabrera) e di carattere ambiziosamente magniloquente, ma freddi e formali. |          |
| Palazzo Gio Battista Spinola                                  | Via Garibaldi 6, anche noto come Palazzo Doria La storia di questo palazzo - che non va confuso con il Palazzo del Principe Andrea Doria antistante la Stazione Marittima - ha una propria particolarità. Edificato inizialmente a partire dal 1563 dall'architetto Bernardino Cantone per conto di Giovanni Battista ed Andrea Spinola - della potente famiglia degli Spinola - si presentava come un massiccio cubo privo di alcuna decorazione esterna; fu sottoposto a radicali trasformazioni e rialzato di un piano nei due secoli successivi in occasione del passaggio di proprietà alla famiglia dei Doria, signori e marchesi di Montaldeo. Gravemente danneggiato durante il Bombardamento navale di Genova (1684), fu ulteriormente modificato nella facciata, che venne nell'occasione completata ed arricchita con decorazioni a stucco e coppie di lesene ad intervallo. All'interno, di notevole valore sono gli stucchi settecenteschi stile rococò, i preziosi arredi e la sala al piano nobile, nonché la volta affrescata da Luca Cambiaso con la Caduta di Fetonte e la Caduta di Icaro. |          |
| Palazzo Podestà,anche noto come Palazzo Nicolosio Lomellini   | A commissionarlo fu Nicolosio Lomellini, che dette l'incarico di progettarlo e realizzarlo, fra il 1559 e il 1565, a Giovanni Battista Castello il Bergamasco e a Bernardo Cantone. Ai primi del XVII secolo passò tuttavia in mano a diverse famiglie: dapprima alla famiglia Centurione, che ne attuò subito alcune modifiche interne, poi a quella dei Pallavicini, quindi a quella dei Raggio e, infine, a quella di Andrea Podestà (di cui conserva il nome), sindaco più volte di Genova fra il 1866 e il 1895. Oggi è al numero civico 7 di via Garibaldi. |          |
| Palazzo Cattaneo Adorno                                       | Questo edificio - oggi numerato con i civici 8 e 10 in virtù delle due distinte e simettriche dimore che ne costituiscono l'unico corpo di fabbrica - fu fatto costruire tra il 1583 ed il 1588 dai cugini Lazzaro e Giacomo Spinola. La particolarità della doppia costruzione è ancor oggi restituita visivamente dai doppi portali gemelli. Solo in seguito, con il passaggio alle famiglie Cattaneo e Adorno, l'apparato decorativo degli interni fu rivisto fino allo stato visibile ancor oggi. |          |
| Palazzo Doria Tursi                                           | Sede dal 1848 dell'amministrazione municipale (civico 9), è di gran lunga il palazzo più imponente ed importante dell'attuale via Garibaldi. La sua edificazione ebbe inizio nel 1565 per conto di Niccolò Grimaldi sulla base di un progetto di Domenico e Giovanni Ponzello, e richiese l'impiego di tre lotti del terreno su cui doveva nascere la cinquecentesca Strada Maggiore cittadina. Due ampie e scenografiche logge sopraelevate rispetto alla sede stradale - aggiunte nel 1597, quando il palazzo divenne proprietà di Gio. Andrea Doria - incorniciano il corpo centrale della costruzione, sede - assieme alla Galleria di Palazzo Bianco e a quella di Palazzo Rosso - del polo dei Musei di Strada Nuova. I loggiati e le balaustre marmoree furono assegnati negli anni 1596-1598 a Taddeo Carlone, Battista Carlone di Rovio e a Battista Orsolino di Ramponio Verna. Una curiosità: come ricorda Alexandre Dumas in Genova la Superba (1841), l'architettura del palazzo fu in passato erroneamente attribuita a Michelangelo. |          |
| Palazzo Campanella e Palazzo delle Torrette                   | Palazzo Campanella è situato al civico 12 e fu costruito a partire dal 1562 per Baldassarre Lomellini su progetto di Giovanni Ponzello. Andrea Semino ne affrescò i saloni con storie romane. Il palazzo cambiò proprietà già a fine Cinquecento, passando dapprima nelle mani della famiglia Salvago per pervenire poi nel 1772 nelle mani di Cristoforo Spinola, ambasciatore della Repubblica Genovese in Francia, che ne commissionò la ristrutturazione al genovese Andrea Tagliafichi coadiuvato dal francese Charles de Wailly, che costruì il famoso "Salone del Sole", distrutto dai bombardamenti del 1942. Dopo un decennio di lavori, che portarono all'ampliamento dell'ala ovest ed un rinnovato decoro interno di gusto francese, lo Spinola, trasferitosi in Francia, vendette l'edificio al marchese Domenico Serra. Nel 1917 fu acquistato poi dall'armatore Tito Campanella che vi stabilì i propri uffici e ne abitò il secondo piano nobile. Oggi è aperto al pubblico il primo piano, dove è possibile ammirare gli affreschi del Semino ed una stanza di gusto romantico realizzata agli inizi dell'Ottocento da Michele Canzio. Il Palazzo delle Torrette occupa due civici della via Garibaldi, il 14 ed il 16, e deriva il nome dalle due torrette che completano le parti laterali dell'edificio. Come anche il vicino Palazzo Rosso, fu costruito in tempi successivi rispetto al grosso dei palazzi di via Garibaldi, ovvero a partire dal 1716. La sua edificazione - progettata da Giacomo Viano per conto del duca di Tursi Giovan Andrea Doria - fu resa necessaria per completare l'urbanizzazione del tratto antistante l'imponente Palazzo Doria Tursi e coprire in un certo senso la vista sulle fatiscenti case della sottostante area medioevale. |          |
| Palazzo Brignole-Sale detto Palazzo Rosso                     | Il Palazzo Rosso, situato al n. 18, è uno dei palazzi relativamente più recenti di via Garibaldi e prende il nome dal caratteristico colore rosso genovese che lo contraddistingue. Fu infatti edificato a partire dal 1670 su progetto di Pier Antonio Corradi per i fratelli Ridolfo e Gio. Francesco Brignole-Sale. Forte di due piani nobili, alla morte di Ridolfo passò in intera proprietà al fratello secondogenito. Nel 1874 gli ultimi discendenti del casato dei Brignole-Sale ne fecero dono al Comune perché venisse adibito a museo. Per le opere ospitate in Palazzo Rosso - una delle maggiori pinatoteche cittadine e uno dei poli dei Musei di Strada Nuova - si rimanda alla pagina dedicata. |          |
| Palazzo Bianco                                                | Il Palazzo Bianco, posto di fronte al Palazzo Rosso, come questi prende il nome dal colore che lo caratterizza. È al numero civico 11 e dal 1889 è un bene municipale adibito a museo (la sua importante pinacoteca fa parte del polo dei Musei di Strada Nuova). Fu preceduto da un altro palazzo, anteriore all'edificazione di Strada Nuova, costruito tra il 1530 e il 1540 per conto di Luca Grimaldi, membro di una delle più importanti famiglie genovesi, i Grimaldi, appunto, ma nei secoli successivi passò di mano numerose volte fino a diventare proprietà dei Brignole Sale. Fu la neo-proprietaria, Maria Durazzo Brignole Sale, che ne curò la riedificazione in forme ormai settecentesche (quelle attuali, fra il 1711 ed il 1714), fino a quando la duchessa di Galliera Maria Brignole Sale De Ferrari, ultima discendente della famiglia, lo lasciò in eredità al Comune (1888), avendogli già donato in precedenza Palazzo Rosso. |          |

## I musei di Strada Nuova
Tre fra i palazzi storici più importanti (Palazzo Rosso, Palazzo Bianco e Palazzo Tursi) nel 2004 si sono uniti in un unico percorso museale, con l'intento di creare una "via museo". I visitatori, pagando un unico biglietto, possono entrare nei suddetti edifici museali, potendo usufruire anche di una caffetteria (a Palazzo Rosso) e di una libreria (sotto i loggiati tra Palazzo Bianco e Palazzo Tursi).

## Galleria d'immagini

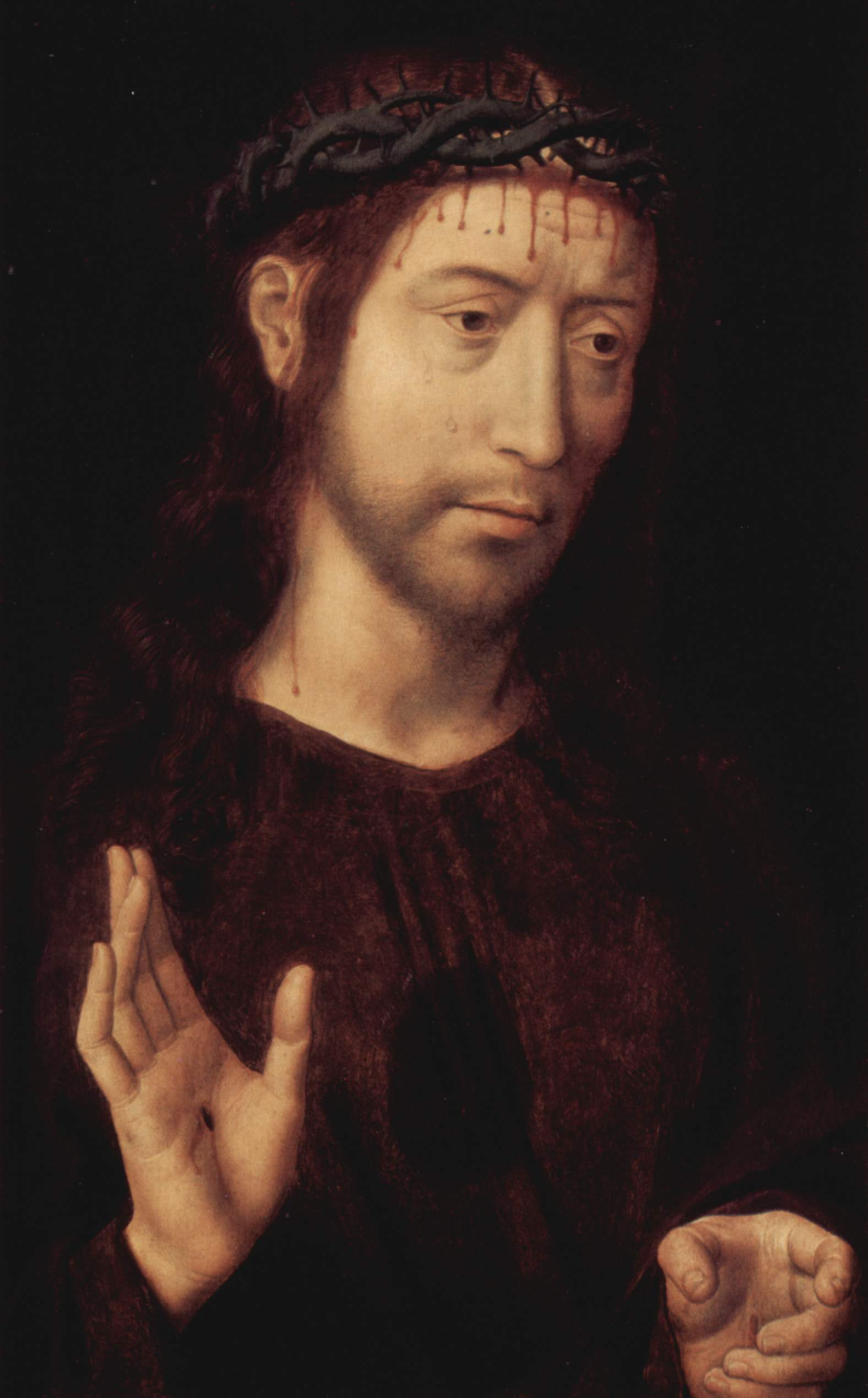
Hans Memling, Ecce Homo, Palazzo Bianco
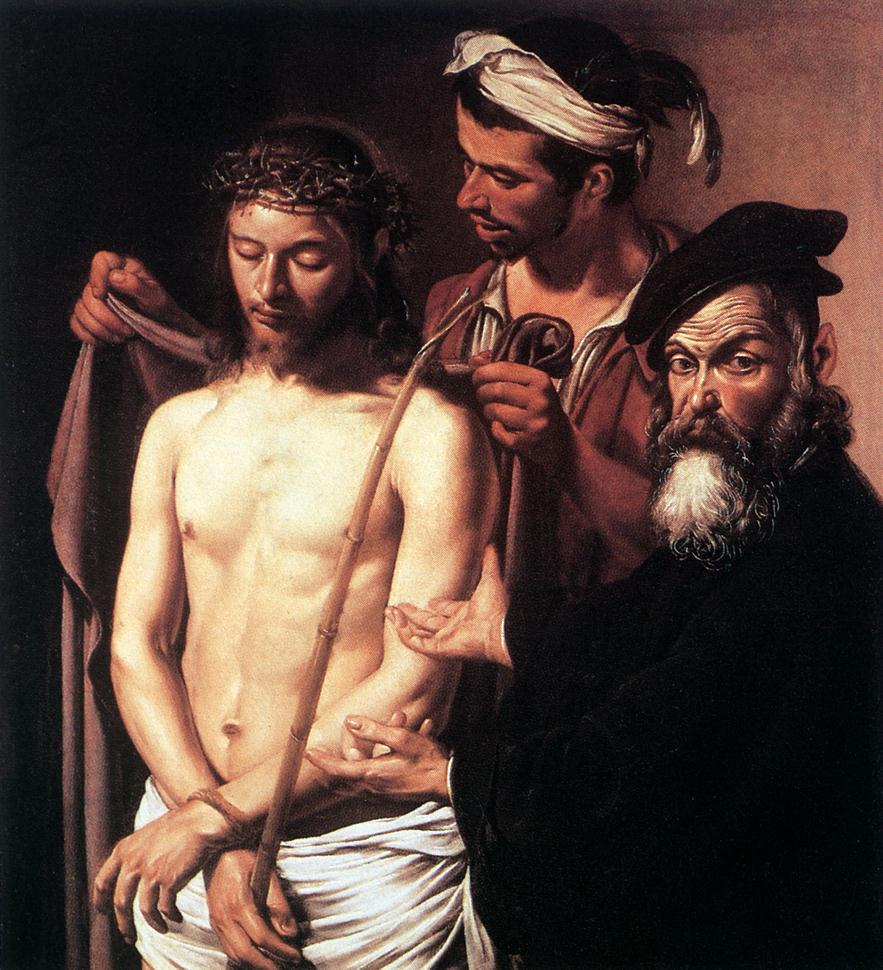
Caravaggio, Ecce Homo, Palazzo Bianco
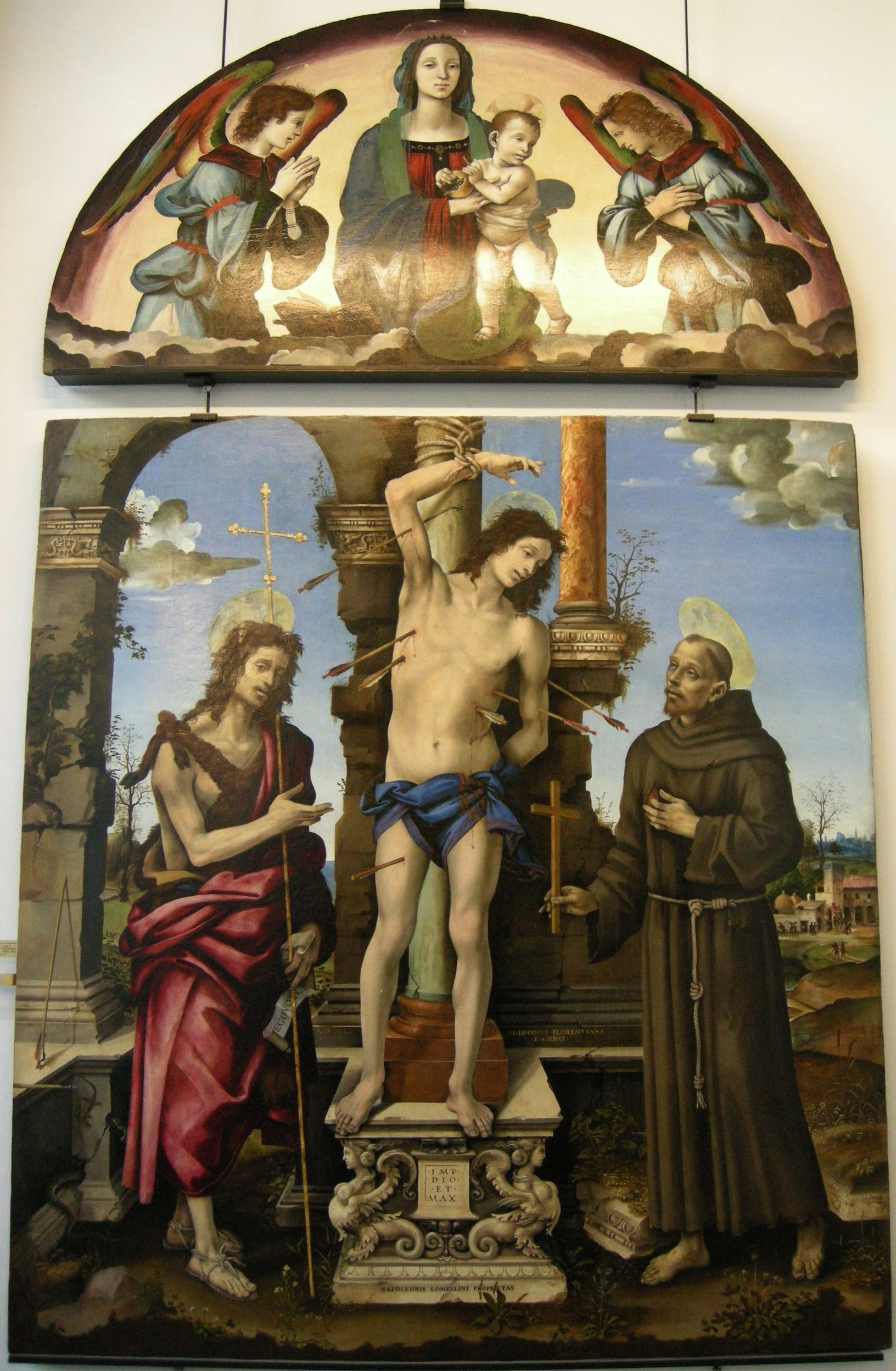
Filippino Lippi, Pala di Francesco Lomellini, Palazzo Bianco
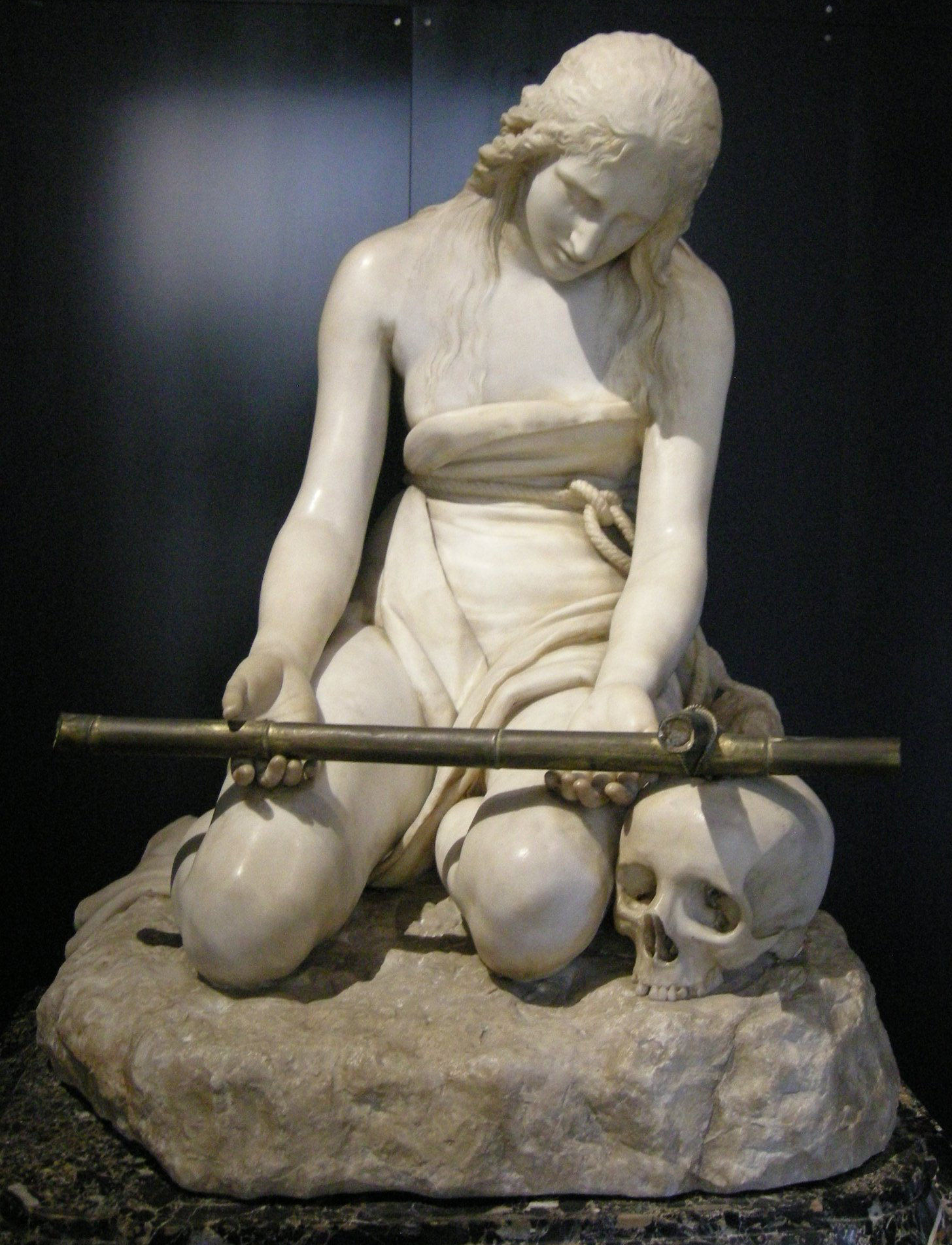
Antonio Canova, Maddalena Penitente, Palazzo Doria Tursi
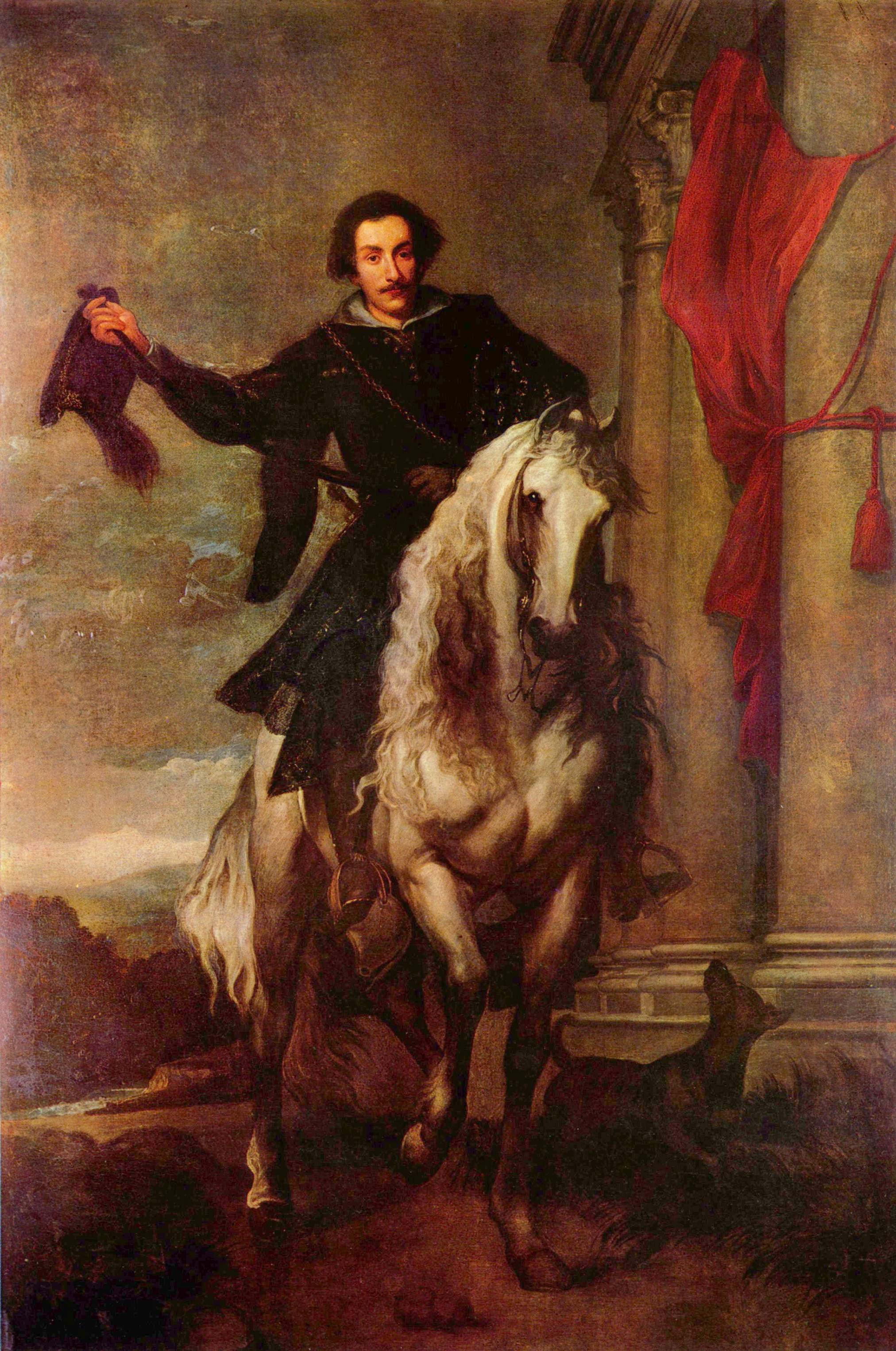
Antoon van Dyck, Ritratto equestre di Anton Giulio Brignole-Sale, Palazzo Rosso
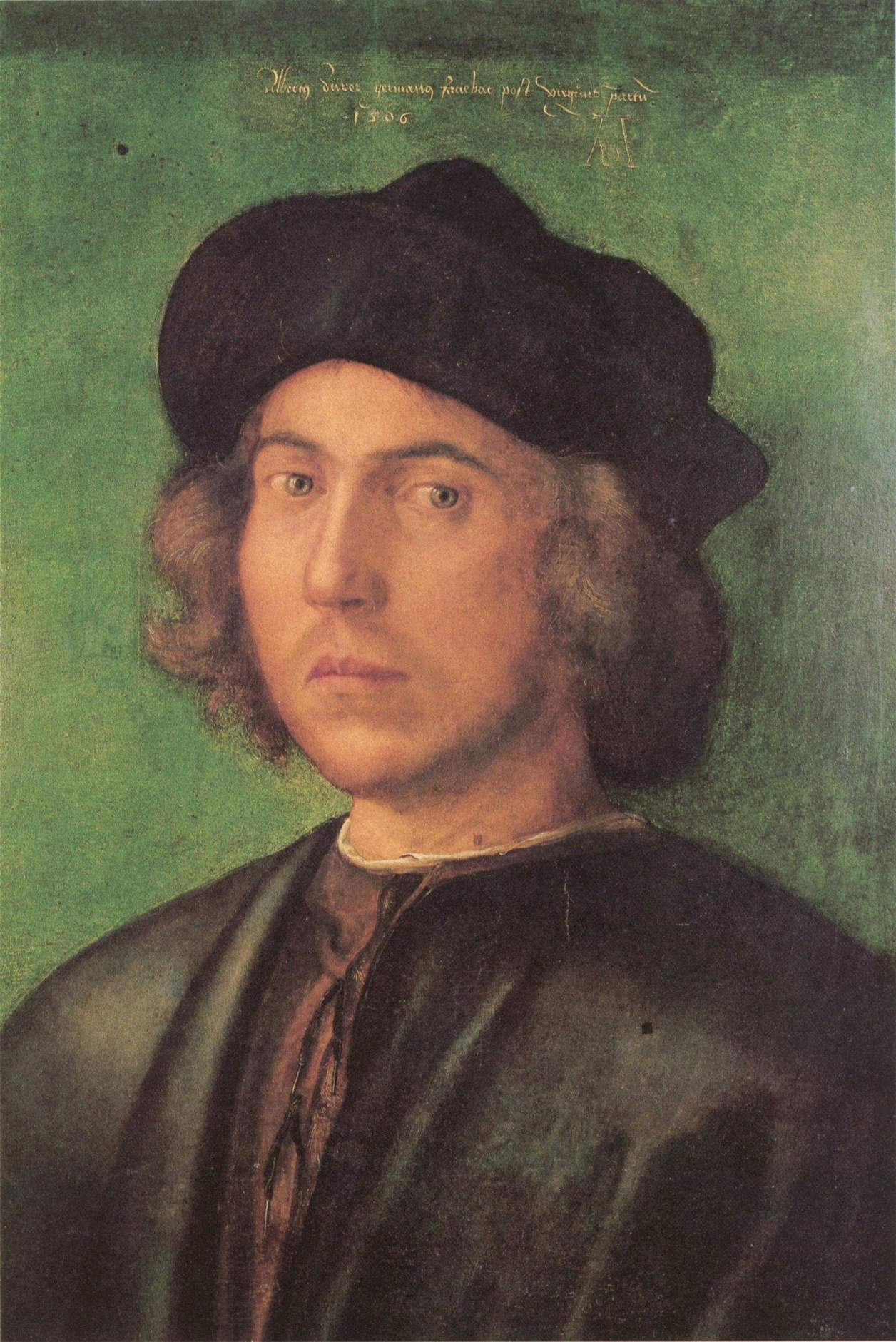
Albrecht Dürer, Ritratto di giovane veneziano, Palazzo Rosso
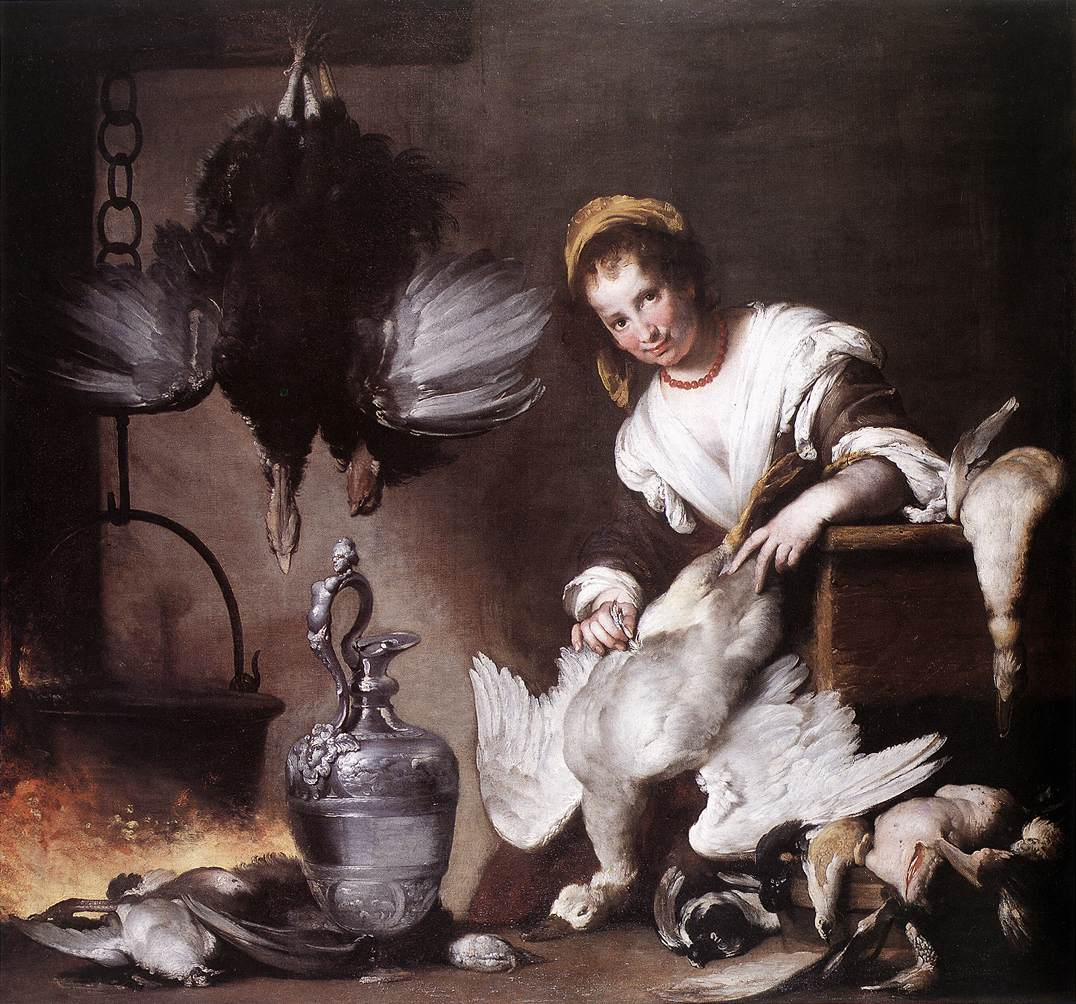
Bernardo Strozzi, La Cuoca, Palazzo Rosso
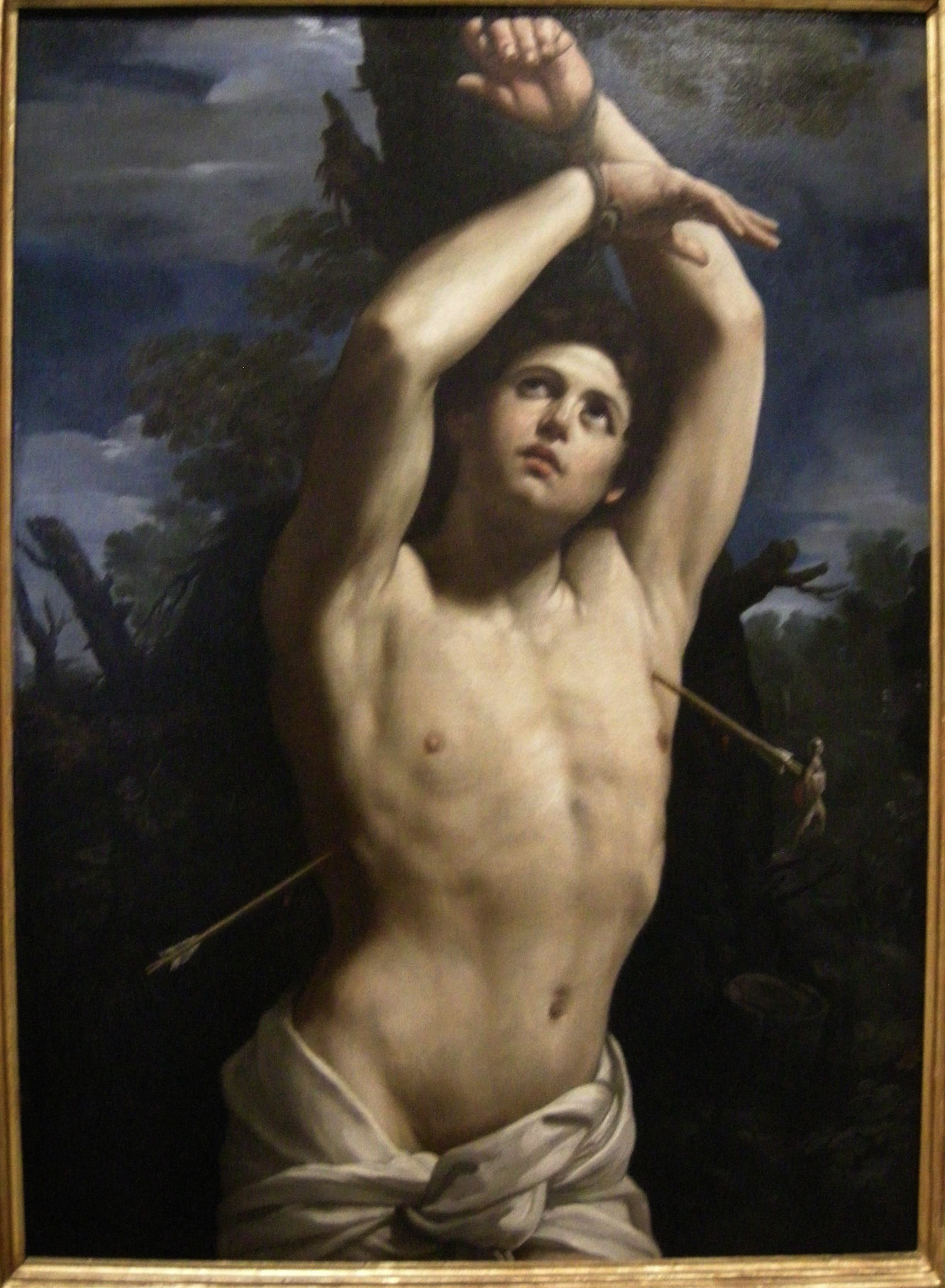
Guido Reni, San Sebastiano, Palazzo Rosso
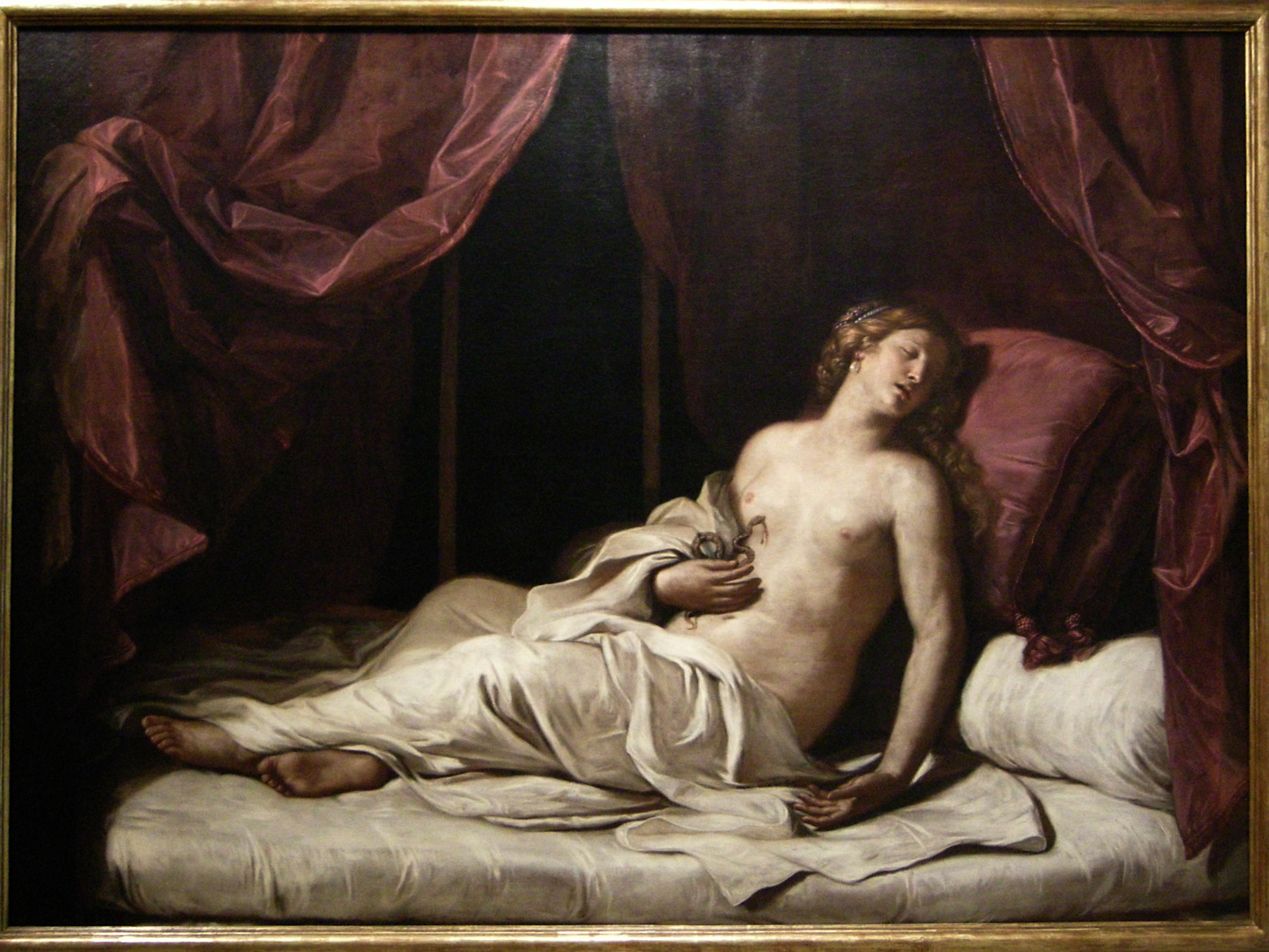
Guercino, Cleopatra morente, Palazzo Rosso
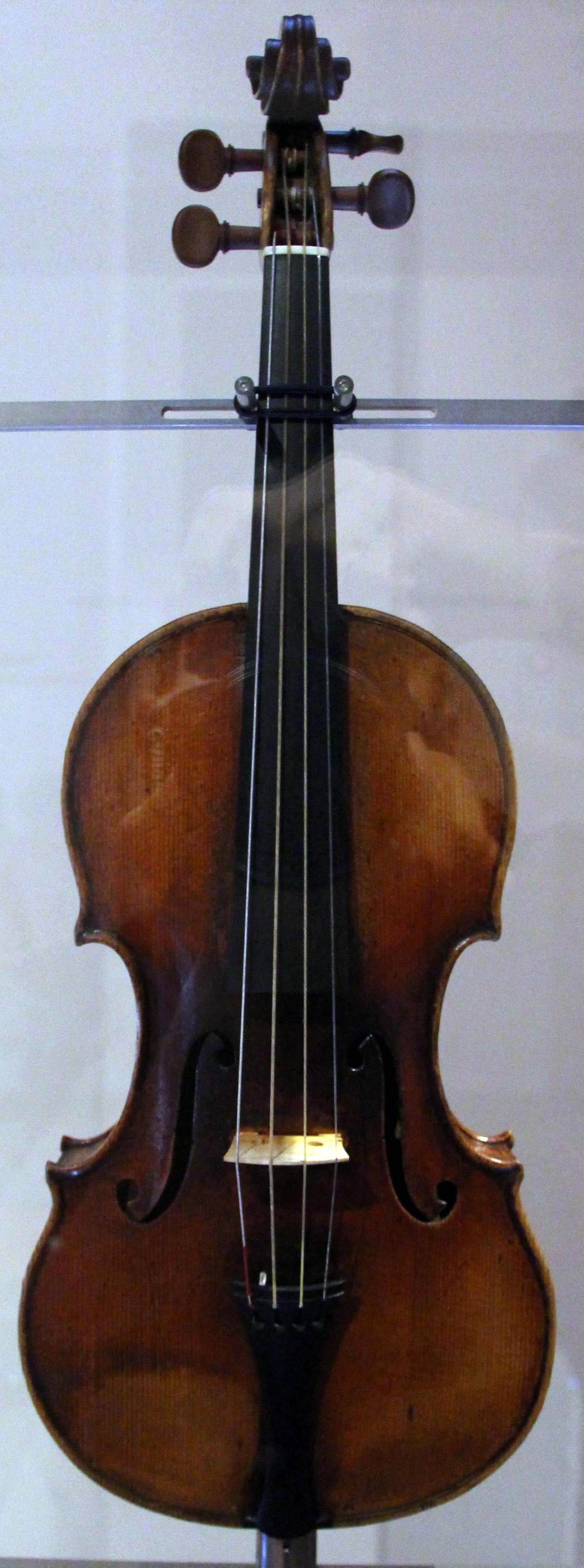
Cannone di Paganini, Palazzo Doria Tursi
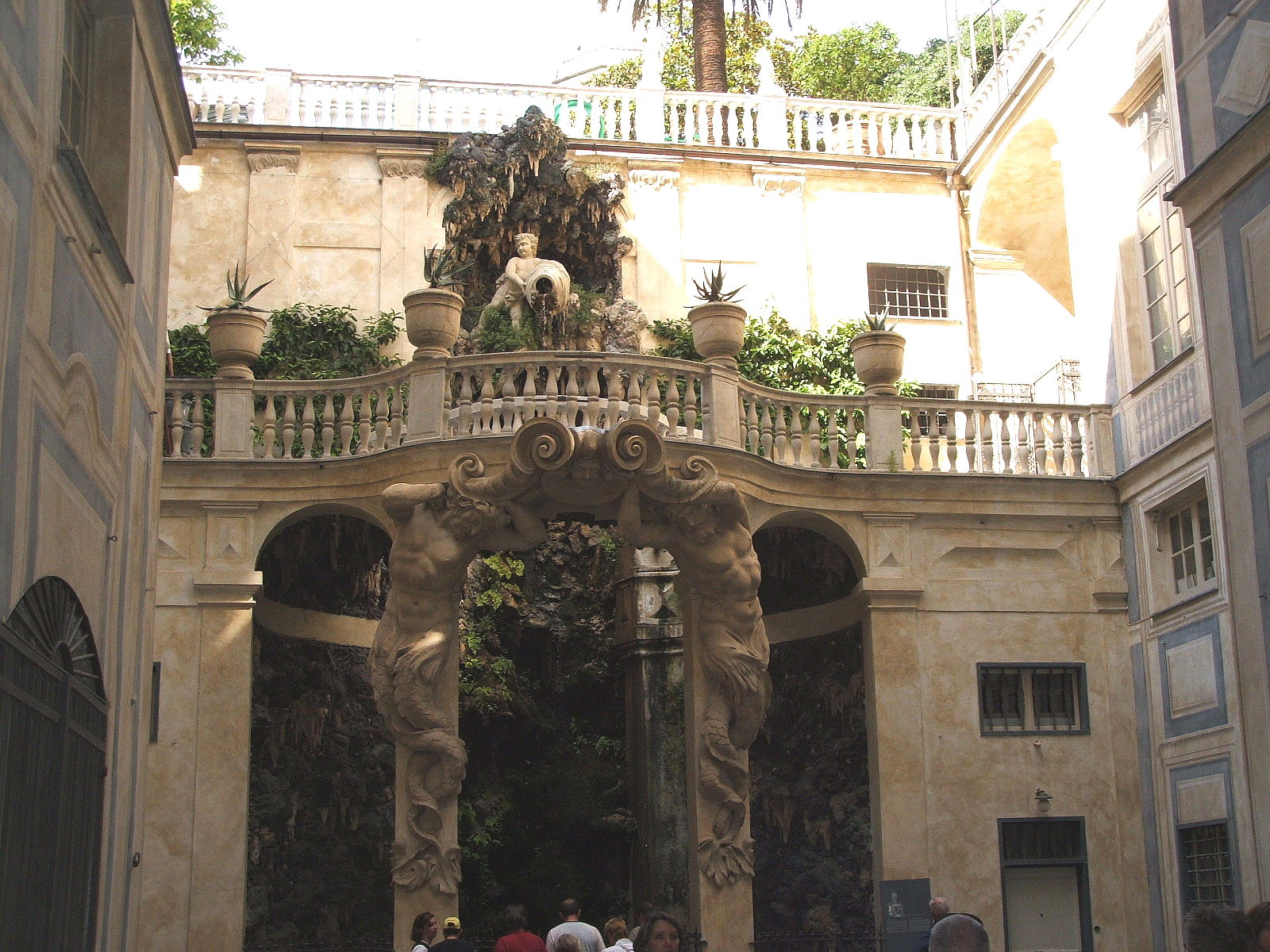
Ninfeo di Palazzo Podestà
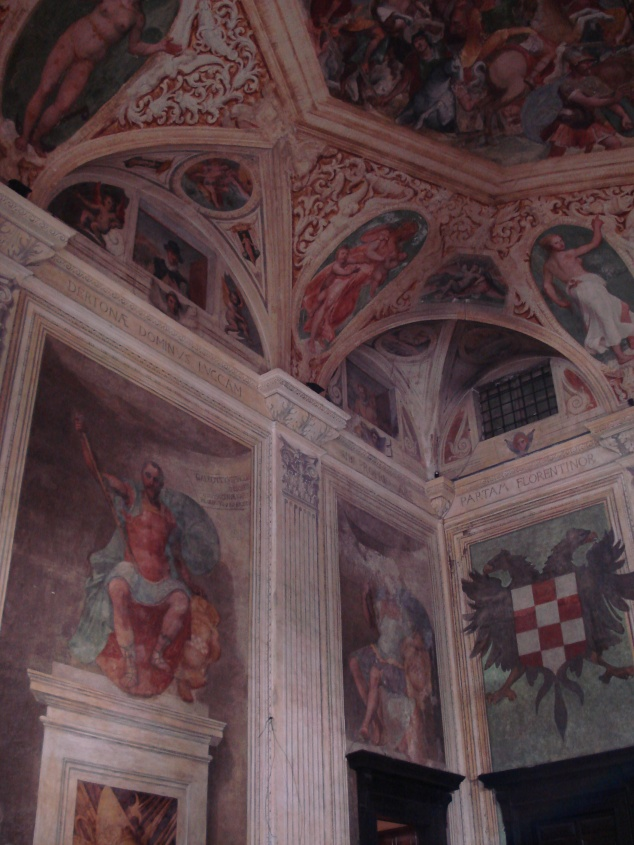
Affreschi dell'atrio di Palazzo Angelo Giovanni Spinola